# 諾克斯縣 (伊利諾伊州)
諾克斯县是美国伊利诺伊州西北部的一個郡，面積1,864平方公里。根據2020年美國人口普查，共有人口49,967人。縣治蓋爾斯堡（Galesburg）。該郡成立於1825年1月13日，縣名紀念首任美国战争部长亨利·诺克斯。

## 历史
诺克斯县的命名是为了纪念美国第一任战争部长亨利·诺克斯 (Henry Knox)。
今天伊利诺伊州的第一个“诺克斯县”与现代化身无关。1790年，后来成为伊利诺伊州的印第安纳领地被划分为两个县：圣克莱尔和诺克斯。后者包括后来成为印第安纳州的土地。当印第安纳州的诺克斯县于1809年从该县的这一部分成立时，伊利诺伊州的部分被细分为多个县，并赋予了其他名称。
现代伊利诺伊州的诺克斯县成立于1825年，其前身是富尔顿县，富尔顿县本身是原圣克莱尔县的一部分。
与其南方的邻居富尔顿县一样，诺克斯县也因其Spoon River Drive而闻名，诺克斯县也因10月的前两个周末举办的类似风景秀丽的秋季节而闻名，诺克斯县大道 (Knox County Drive)。

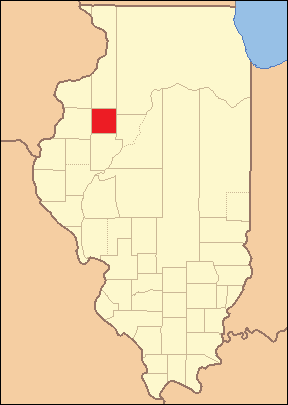
诺克斯县创建于1825年至1831年之间
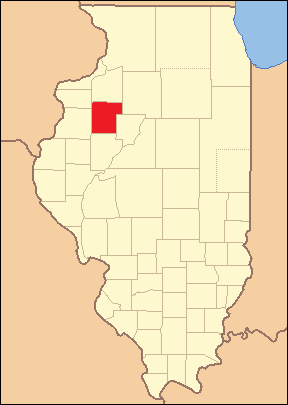
1831年至1839年间的诺克斯县
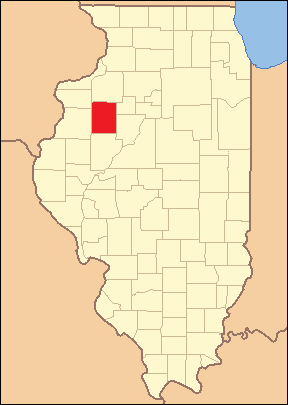
1839年的诺克斯县，当时它的面积略微缩小到现在的规模

## 地理
根据美国人口普查局的数据，该县总面积为720平方英里（1,900平方公里），其中716平方英里（1,850平方公里）为陆地，3.4平方英里（8.8平方公里）（0.5%）为水域。

### 气候和天气
近年来，盖尔斯堡县城的平均气温从1月的13°F（-11°C）到7月的85°F（29°C），尽管创下历史新低。1982年1月录得25°F（-32°C），1983年7月录得102°F（39°C）的历史新高。平均月降水量从1月的1.41英寸（36毫米）到7月的4.37英寸（111毫米）。

### 邻近县
- 默瑟县—西北部
- 亨利县—北部
- 斯塔克县—东部
- 皮奥里亚县—东南部
- 富尔顿县—南部
- 華倫郡—西部

## 社区

### 城市
- 阿賓登
- 盖爾斯堡
- 諾克斯維爾
- 奧奈達

### 村庄
- 阿爾托納
- 東蓋爾斯堡
- 亨德森
- 倫敦米爾斯（主要在富爾頓郡）
- 馬寬
- 里奧
- 聖奧古斯丁
- 維多利亞
- 沃塔加
- 威廉斯菲爾德
- 耶茨城

### 人口普查指定地点
- 吉爾森
- 奧克倫

## 政治
诺克斯县的政治历史是洋基人定居的伊利诺伊州北部的典型。它在早期选举中倾向于辉格党——尽管在1852年给予了富兰克林皮尔斯多数席位——并在该党成立后成为强有力的共和党人。尽管诺克斯确实在1912年支持进步派西奥多·罗斯福反对保守派现任总统威廉·霍华德·塔夫脱，但在富兰克林·D·罗斯福1932年的压倒性胜利之前，诺克斯县再次给民主党带来了多数席位，但并没有让民主党获得绝对多数直到林登·B·约翰逊 (Lyndon B. Johnson)与反洋基队、倾向南方的巴里·戈德华特 ( Barry Goldwater)1964年。
从那以后，诺克斯县在接下来的四十年里逐渐倾向于民主党，因此迈克尔杜卡基斯在他 1988 年的竞选失败中能够以与约翰逊在1964年相同的优势带领该县。在1990年代和2000年代，诺克斯是一个坚实的民主党县，在1992年至2012年的每次选举中至少支持民主党9个百分点。2016年的选举，在“锈带”高失业率的阴影下，唐纳德特朗普的支持率超过20个百分点，后者成为自1984年罗纳德·里根以来该县的第一位共和党获胜者。

## 人口
| 调查年                                                      | 人口   | 备注 | %±       |
| ----------------------------------------------------------- | ------ | ---- | -------- |
| 1830                                                        | 274    |      | —        |
| 1840                                                        | 7,060  |      | 2,476.6% |
| 1850                                                        | 13,279 |      | 88.1%    |
| 1860                                                        | 28,663 |      | 115.9%   |
| 1870                                                        | 39,522 |      | 37.9%    |
| 1880                                                        | 38,344 |      | −3.0%    |
| 1890                                                        | 38,752 |      | 1.1%     |
| 1900                                                        | 43,612 |      | 12.5%    |
| 1910                                                        | 46,159 |      | 5.8%     |
| 1920                                                        | 46,727 |      | 1.2%     |
| 1930                                                        | 51,336 |      | 9.9%     |
| 1940                                                        | 52,250 |      | 1.8%     |
| 1950                                                        | 54,366 |      | 4.0%     |
| 1960                                                        | 61,280 |      | 12.7%    |
| 1970                                                        | 61,280 |      | 0.0%     |
| 1980                                                        | 61,607 |      | 0.5%     |
| 1990                                                        | 56,393 |      | −8.5%    |
| 2000                                                        | 55,836 |      | −1.0%    |
| 2010                                                        | 52,919 |      | −5.2%    |
| 2020                                                        | 49,967 |      | −5.6%    |
| U.S. Decennial Census 1790-19601900-1990 1990-20002010-2013 |        |      |          |